# Brephos julia
Brephos julia là một loài bướm đêm trong họ Noctuidae.